# Inga chartacea
Inga chartacea är en ärtväxtart som beskrevs av Eduard Friedrich Poeppig. Inga chartacea ingår i släktet Inga och familjen ärtväxter. Inga underarter finns listade i Catalogue of Life.